# Eddie Hermida

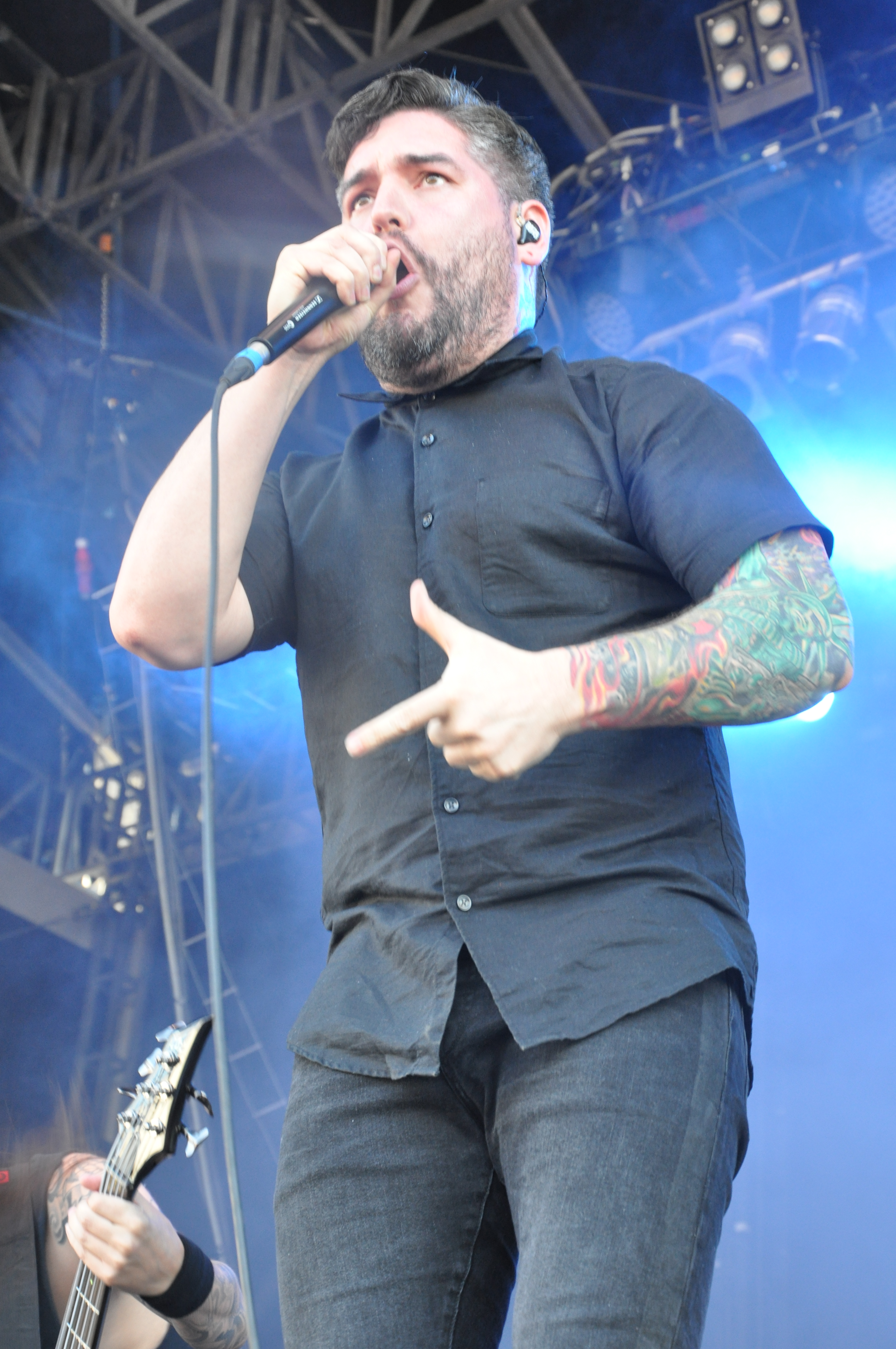
Eddie Hermida bei Rock am Ring (2014).

Hernan Hermida, auch bekannt als Eddie Hermida (* 24. März 1983 in Cabimas, Venezuela) ist ein US-amerikanischer Metal-Sänger mit venezolanischen Wurzeln. 

## Karriere

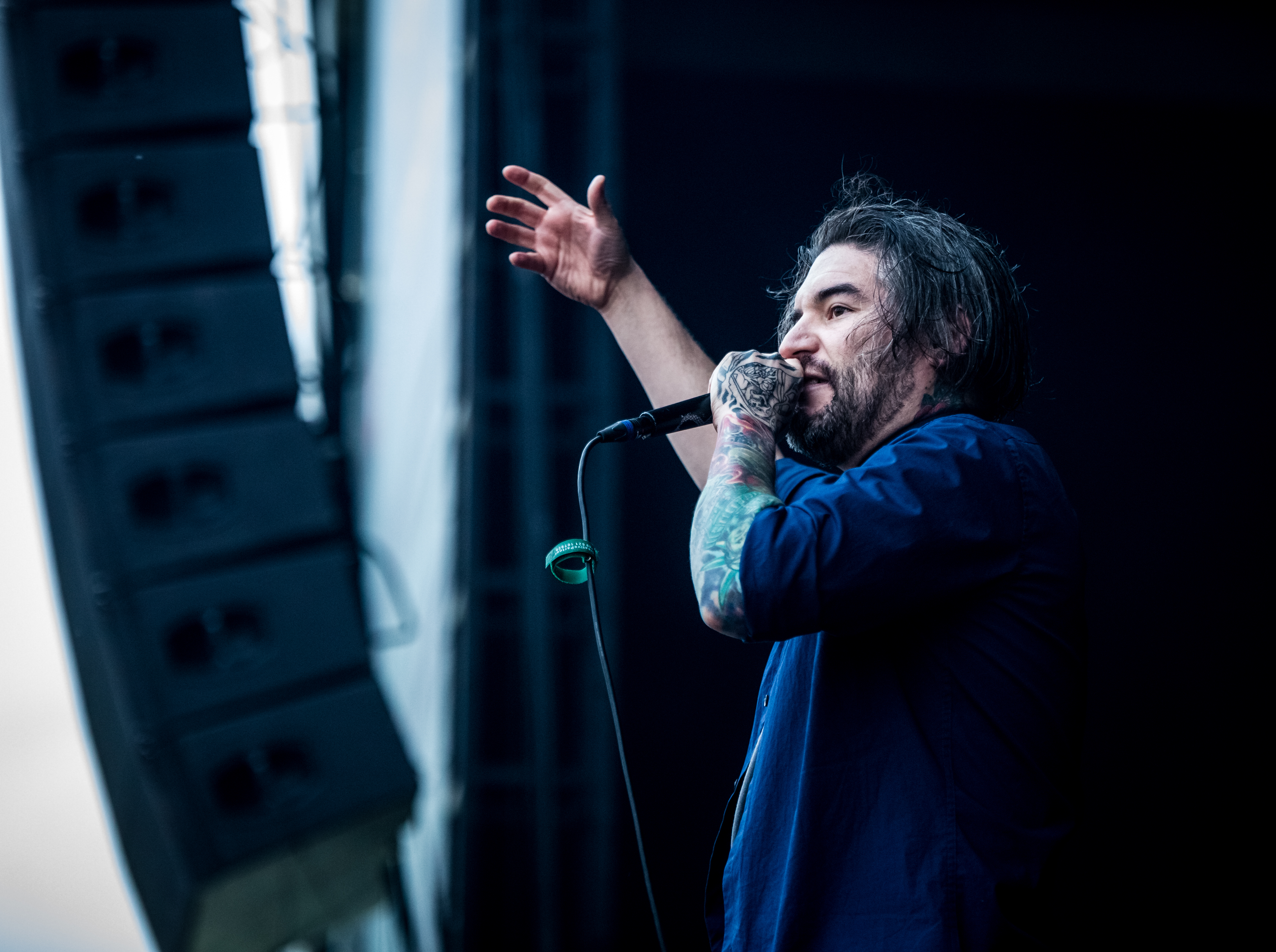
Eddie Hermida bei Rock am Ring (2017).

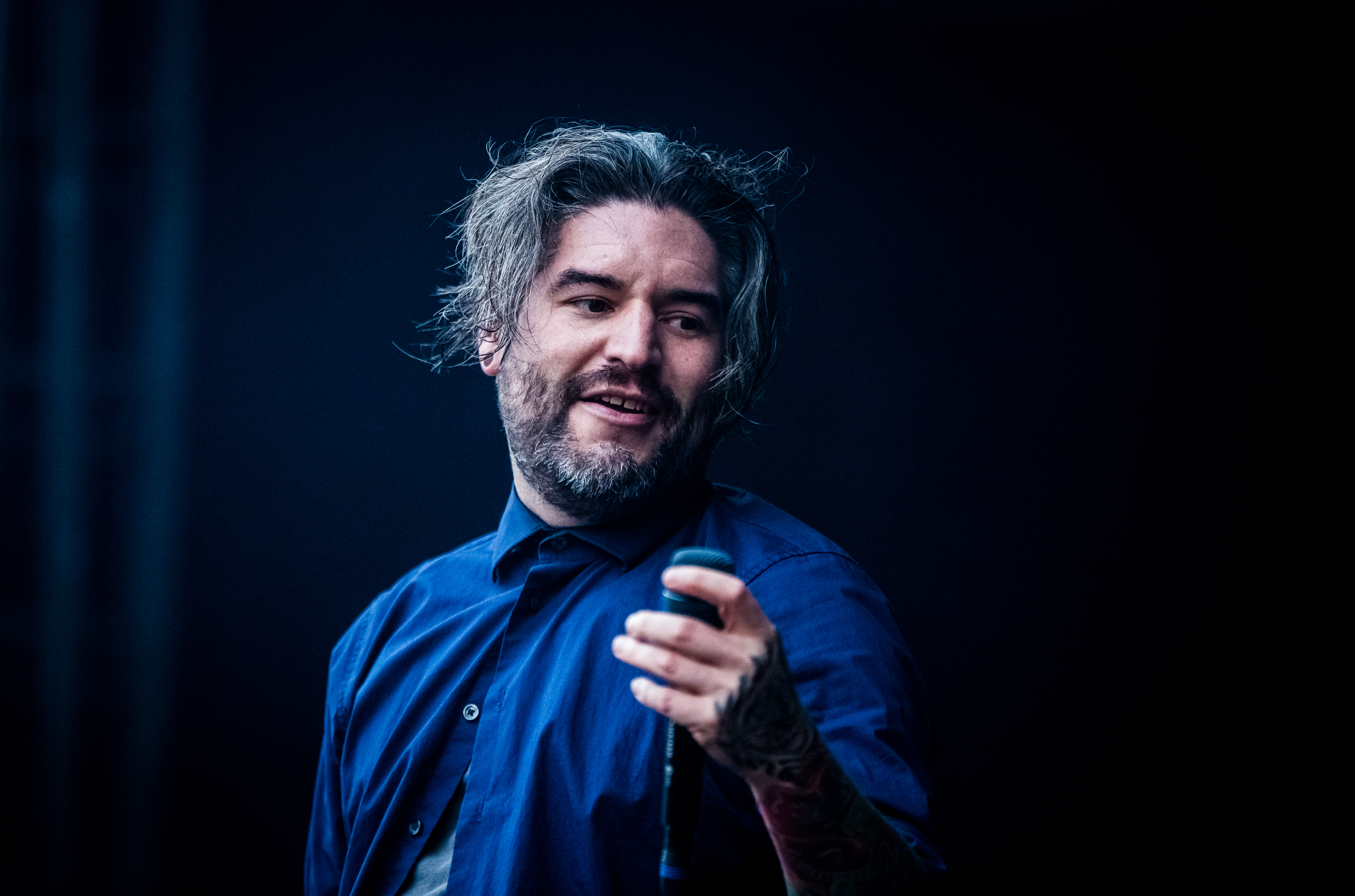
Eddie Hermida bei Rock am Ring (2017).

Er war Sänger in den Bands Gunmetal Grey und All Shall Perish. Seit 2013 ist er der neue Frontmann von Suicide Silence, deren früherer Sänger Mitch Lucker Ende 2012 verstarb. Zunächst versuchte Hermida sowohl bei All Shall Perish und Suicide Silence als Sänger aktiv zu sein, was anfangs auch klappte. Allerdings wurde Hermida etwas später von den übrigen Musikern von All Shall Perish aus der Band geworfen.

## Diskographie

### Gunmetal Grey
- 2005: Solitude (Indianola Records)

### All Shall Perish
- 2006: The Price of Existence
- 2008: Awaken the Dreamers
- 2011: This Is Where It Ends

### Suicide Silence
- 2014: You Can't Stop Me (Nuclear Blast)
- 2017: Suicide Silence (Nuclear Blast)
- 2020: Become The Hunter (Nuclear Blast)
- 2023: Remember... You Must Die (Century Media)